# Ili (os)
L'ili o ílium (en llatí ilium) de la pelvis és un de tres ossos que formen la cintura pelviana. És un os ample i acampanat que constitueix les seccions superior i lateral de la pelvis. És divisible en tres parts: el cos, l'ala i la cresta ilíaca; la separació entre les dues primeres està indicada a la superfície interna per una línia corba, l'arquata; i a la cara externa pel marge de l'acetàbul. Les ales s'estenen a cada costat de l'espina dorsal.